# Мустафапаша (вилает Невшехир)
Мустафапаша (на турски: Mustafapaşa) е градче в Кападокия, Турция, вилает Невшехир.

## География
Мустафапаша е разположен на 5 километра от град Юргюп.

## История
Старото име на Мустафапаша е Синасос. До 1924 година селището има гръцко население, което се изселва в Гърция - предимно в Неа Синасос (Νέα Σινασός) на остров Евбея. На мястото на гръцкото население е заселено помашкото население на костурското село Жервени. Към началото на XXI век жервенци все още пазят обичаите мартинки (мартеници), дудулешка (за викане на дъжд) и Гергеден (Гергьовден) и Митроден (Димитров ден).